# Gerichtsbezirk Gröbming
Der Gerichtsbezirk Gröbming war ein dem Bezirksgericht Gröbming unterstehender Gerichtsbezirk im Bundesland Steiermark. Der Gerichtsbezirk umfasste Teile des politischen Bezirks Liezen und wurde 2002 dem Gerichtsbezirk Schladming zugeschlagen. 

## Geschichte
Der Gerichtsbezirk Gröbming wurde durch eine 1849 beschlossene Kundmachung der Landes-Gerichts-Einführungs-Kommission geschaffen und umfasste ursprünglich die neun Gemeinden Gröbming, Großsölk, Kleinsölk, Michaelerberg, Mitterberg, Oeblarn, Pruggern, St. Martin und St. Nikolai.
Der Gerichtsbezirk Gröbming bildete im Zuge der Trennung der politischen von der judikativen Verwaltung ab 1868 gemeinsam mit den Gerichtsbezirken Aussee, Rottenmann, Irdning, Liezen, Schladming und Sankt Gallen den Bezirk Liezen.
Die Fläche des Gerichtsbezirks blieb während der Dauer seines Bestehens praktisch unverändert. Durch die Neuordnung der Gerichtsbezirke 2002 wurde der Gerichtsbezirk Gröbming jedoch per 1. Juli 2002 aufgelöst und das Gebiet dem Gerichtsbezirk Schladming zugeteilt.

## Gerichtssprengel
Der Gerichtssprengel umfasste zum Zeitpunkt seiner Auflösung die neun Gemeinden Gröbming, Großsölk, Kleinsölk, Michaelerberg, Mitterberg, Öblarn, Pruggern, Sankt Martin am Grimming und Sankt Nikolai im Sölktal.